# Inneres Rettenegg
Inneres Rettenegg ist ein Ortsteil der Gemeinde Rettenegg im Bezirk Weiz in der Steiermark.
Das Innere Rettenegg befindet sich östlich von Rettenegg in einem rechten Seitental der Feistritz. Die Streusiedlung besteht aus einigen Einzellagen.